# Hagalur, Siruguppa
Hagalur là một làng thuộc tehsil Siruguppa, huyện Bellary, bang Karnataka, Ấn Độ.